# Camelia Voinea
Camelia Voinea (n. 2 martie 1970, Constanța, România) este o gimnastă română de talie mondială, actualmente retrasă din activitatea competițională, laureată cu argint olimpic la Seul 1988. A concurat în evenimente internaționale între 1984 și 1988. Ea a fost cunoscută mai ales pentru puternicul ei tumbling, exercițiul ei inovator la sol din 1986–87, care includea elemente de breakdance,  și pentru că a fost prima gimnastă care a răsturnat un dublu layout pentru a da o rostogolire frontală. În 1987, ea a marcat un zece perfect pentru exercițiul la sol în timpul competiției pe echipe de la Campionatele Mondiale. 

## Carieră
Voinea a început să se antreneze pentru gimnastică la Clubul CSS 1 Farul Constanța sub îndrumarea antrenorului Matei Stănei.  Ulterior s-a antrenat cu naționala de la Deva cu antrenorii Adrian Goreac, Adrian Stan și Maria Cosma.  Debutul ei internațional a fost la Campionatele Balcanice (1984) unde s-a clasat pe primul loc cu echipă, pe locul al doilea în general, primul la sol și al doilea la sărituri și paralele inegale.  Campionatul Mondial din 1985 de la Montreal a fost prima ei competiție internațională majoră. Ea a câștigat argintul cu echipa, s-a clasat pe locul patru la proba cu paralele inegale și pe locul nouă la toate probele.  Un an mai târziu a fost invitată să concureze la Cupa Mondială de la Beijing. Ea s-a clasat pe locul nouă la general  și a câștigat argint la sol în spatele Elenei Shushunova. 
La Campionatele Europene din 1987 de la Moscova, Voinea a câștigat argintul în finala la sol  și a egalat cu Laura Munoz pe locul opt la toate probele.  Împreună cu Aurelia Dobre, Eugenia Golea, Celestina Popa, Daniela Silivaș și Ecaterina Szabo, Voinea a fost membru al echipei medaliate cu aur la Campionatele Mondiale de gimnastică artistică din 1987 de la Rotterdam, Olanda. În timpul probei la sol din finalele opționale pe echipe, Voinea, Dobre și Silivaș au marcat trei 10 consecutiv de la arbitri. A fost prima dată în istoria gimnasticii când trei coechipieri obțineau scoruri perfecte succesiv.  Voinea înviat mulțimea în rutina ei la sol cu un spectacol funky de break dance.  Un an mai târziu, Voinea a fost membru al echipei medaliate cu argint la Jocurile Olimpice de vară din 1988. 

## După retragere
Voinea s-a retras după Jocurile Olimpice din 1988. După retragerea din activitate, a urmat doi ani la Universitatea din București, plecând la jumătatea drumului pentru o oportunitate de antrenor în Italia. S-a întors acasă în 1994, pentru a antrena alături de primul ei antrenor Matei Stănei. Banii pe care Voinea i-a câștigat în timp ce antrena în străinătate au fost investiți într-o afacere agricolă de lângă Constanța. 
Voinea își antrenează fiica Sabrina, născută în 2007. 